# ドンペリドン
ドンペリドン（英: Domperidone）は、ドーパミン受容体拮抗薬の一つで、制吐薬、消化管機能改善薬として利用されている。商品名ナウゼリン（協和発酵キリン）。
抗精神病薬と同様の機序であり、副作用も高プロラクチン血症による乳汁の分泌、無意識的に身体が動く治療法のない遅発性ジスキネジアなどである。

## 作用機序
ドーパミンD2受容体が活性化すると吐き気や嘔吐が起こる。またアセチルコリンの遊離が減少するため、胃運動が低下する。
ドンペリドンはこのD2受容体への拮抗作用により吐き気を抑え、上部消化管の運動機能を調整（促進）する。
D2受容体は延髄のCTZ（化学受容器引き金帯）や上部消化管に存在するが、ドンペリドンは血液脳関門を通過しにくく、中枢へはほとんど移行しないため、CTZのD2受容体への作用は弱く、主に上部消化管のD2受容体に作用する。そのため、作用機構がよく似たメトクロプラミド（中枢に移行する）に比べて副作用が起きにくく、安全性が高い。

## 副作用
D2受容体の刺激によりプロラクチンの分泌が抑制されるが、ドンペリドンはそのD2受容体を遮断するため、プロラクチンの分泌が促進され、乳汁分泌、乳房膨満感、月経異常、女性化乳房などの副作用が現れることがある。
その他、下痢、便秘、腹痛などの消化器系の症状や、錐体外路症状、肝機能異常、めまい、眠気が現れることがある。
また、海外で重篤な心室性不整脈・心臓病死が起きたことから、長期使用者、高齢者、心疾患のある患者には注意が必要と思われる。また、QT延長が知られている薬剤との併用、強力なCYP3A4阻害薬との併用も薦められない。

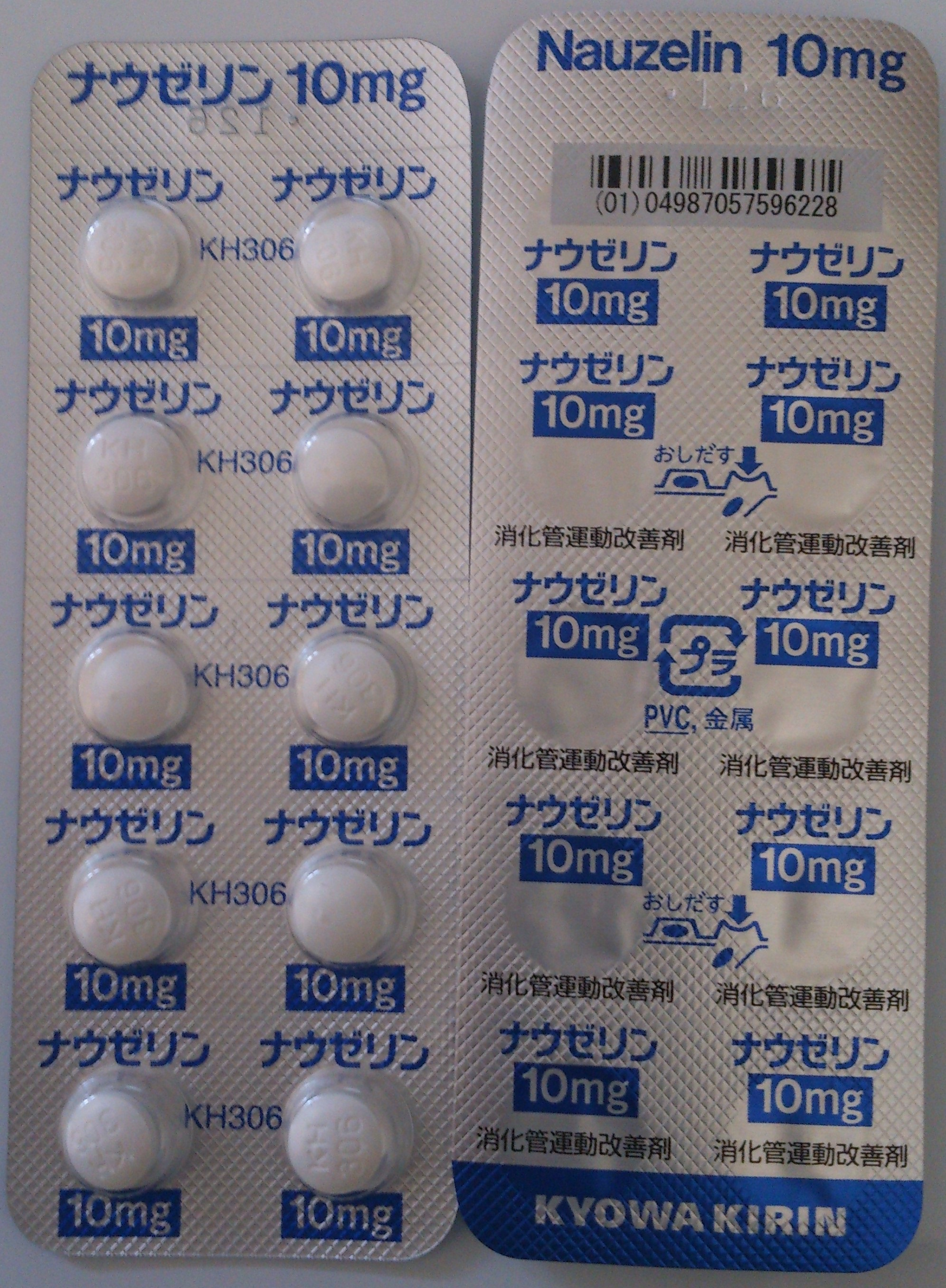
ナウゼリン錠10(協和発酵キリン)

## 効能・効果
下記疾患および薬剤投与時の消化器症状(悪心、嘔吐、食欲不振、腹部膨満、上腹部不快感、腹痛、胸やけ、あい気)
成人：慢性胃炎、胃下垂症、胃切除後症候群、抗悪性腫瘍剤またはレボドパ製剤投与時
小児：周期性嘔吐症、上気道感染症、抗悪性腫瘍剤投与時

## 用法・用量
成人では通常、1回10mgを1日3回食前に経口服用する。ただし、レボドパ製剤服用時には1回5～10mgを1日3回食前に経口服用する。なお、年齢、症状により適宜増減する。
小児では通常、1日1.0～2.0mg/kgを1日3回食前に分けて経口服用する。なお、年齢、体重、症状により適宜増減する。ただし、1日服用量は30mgを超えてはならない。また、6歳以上の場合は1日最高用量は1.0mg/kgを限度とする。
制吐剤として、ドンペリドンはラット・マウス・ウサギの動物実験において高用量（200mg/kg）の投与で、骨格・眼の欠損を示す報告があり、これを根拠に添付文書では妊婦には使用しないようにと記載されている。妊婦に制吐剤を用いる場合はメトクロプラミドを選択すべきと考えられる。
日本の国立成育医療研究センターおよび虎の門病院が実施した疫学研究では、奇形発生率はドンペリドンを服用した妊婦（D群）で2.9％（14/485、95％CI：1.6～4.8％）、非催奇形性の薬剤のみを服用した妊婦（C群）で1.7％（27/1,554、95％CI：1.1～2.5％）であり、D群の方が若干高値ではあるものの有意差はなく、高い傾向にあるとも言えない結果となった（調整後オッズ比：1.86、95％CI：0.73～4.70、P＝0.191）。